# المراديون

علم المراديين المرادية

المُراديون، هي سلالة حكمت إيالة تونس بين سنوات 1631 و1702 وعمليا منذ 1628. تنسب سلالة المراديين إلى مراد باي أصيل كورسيكا والذي يدعى في الأصل جاك سانتي، وقد وقع أسره وهو في التاسعة من عمره، ثم دخل الجيش الانكشاري. وفي عام 1613 سماه حاكم تونس عثمان داي بايا بحيث أصبح يخرج على رأس المحلة لجمع الجباية ونشر الأمن، وهو ما مكنه من التعرف على داخل البلاد، وتوثيق صلاته بالأعيان المحليين ورؤساء القبائل.
شهدت الدولة المرادية أوجها في عهد ابنه محمد الأول المعروف أكثر باسم حمودة باشا المرادي الذي تجاوز عهد الثلاثين عاما. ولكن ما لبثت الصراعات أن دبت بين أبناء العائلة المرادية، وأساسا بين أبناء مراد الثاني باي، حيث وقعت حرب خلافة بين 1675 و1686. وتزامن ذلك مع تدخل حكام ايالة جزائر في شؤون إيالة تونس.
انتهى الحكم المرادي عام 1702 بعد اغتيال مراد الثالث على يدي إبراهيم الشريف الذي تلقب بالباشا والداي والباي، وحكم البلاد إلى سنة 1705 تاريخ قيام الدولة الحسينية.

## قائمة البايات المراديين
- مراد باي الأول (1628 - 1631)
- حمودة باشا (1631 - 1662)
- مراد باي الثاني (1662 - 1675)
- محمد الثاني (1675 - 1675)
- علي الأول (1675 - 1675)
- محمد الثالث (1675 - 1675)
- محمد الثاني (1675 - 1676) للمرة الثانية
- علي الأول (1675 - 1688)
- محمد الثاني (1688 - 1695) للمرة الثالثة
- رمضان باي المرادي (1695 - 1698)
- مراد باي الثالث (1698 - 1702)